# Марусино (Тамбовская область)
Мару́сино — посёлок в Моршанском районе Тамбовской области России. Входит в состав Устьинского сельсовета.

## География
Посёлок находится на берегу реки Кашма (притоке Цны), на расстоянии 10 км к юго-востоку от города Моршанск, административного центра района, и 81 км к северу от города Тамбов, административного центра области.

### Часовой пояс
Посёлок Марусино, как и вся Тамбовская область, находится в часовой зоне МСК (московское время). Смещение применяемого времени относительно UTC составляет +3:00.

## Население
| 2002 | 2010 |
| ---- | ---- |
| 559  | ↘468 |

### Национальный состав
Согласно результатам переписи 2002 года, в национальной структуре населения русские составляли 98 % 559 чел.